# قهاوند
قهاوند (بالفارسية: قهاوند) هي مدينة تقع في منطقة شرا في مدينة همدان في                                                                                                                                                                              إيران. يقدر عدد سكانها بـ 2,407 نسمة .